# Abujas nationalmoské
9°03′39″N 7°29′23″Ø / 9.06083°N 7.48972°Ø
Abujas nationalmoské, også kendt som Nigerias nationalmoské, er nationalmoskéen i Nigeria, et land med en betydelig stor muslimsk befolkning. Moskéen blev bygget i 1984 og er også åben for ikke-muslimer. hovedimamem er Ustaz Musa Mohammed.
Moskéen er beliggende i hovedstaden Abuja og er placeret på Independence Avenue, på tværs fra the National Christian Centre, som er centrum for the National Church of Nigeria, kirken i Nigeria.